# شهرستان اوپان
شهرستان اوپان (به بلغاری: Opan Municipality) یک شهرستان در بلغارستان است که در استان استارا زاگورا واقع شده‌است. شهرستان اوپان ۳٬۳۵۸ نفر جمعیت دارد.